# Choe Ryong Su
Choe Ryong Su is een machtig Noord-Koreaans politicus. Hij was/is lid van het politbureau van de Koreaanse Arbeiderspartij en werd in 2003 minister van Volksveiligheid. Hij was ook lid van de Nationale Defensie Commissie (machtigste orgaan). Daarnaast bekleedde hij de post van voorzitter van de Wetgevende Commissie van de Opperste Volksvergadering.
Op 10 juli 2004 werd Choe Ryong Su plotseling als minister ontslagen. Volgens de Zuid-Koreaanse media is hij ontslagen in verband met het grote treinongeluk in Noord-Korea in april 2004. Hierbij kwamen 161 mensen om het leven. Sommige Noord-Korea watchers menen dat het geen treinongeluk was, maar een aanslag op Kim Jong-Ils leven, die eerder die dag hetzelfde station met een trein passeerde waar het treinongeval (een explosie) plaatsvond. Of Choe Ryong Su nog lid is van het Politbureau en of hij ook van zijn andere posten is ontheven is niet bekend. Het is zelfs onduidelijk of hij nog leeft. Hij is voor het laatst in levenden lijve gezien in april 2004, vlak voor het treinongeval.